# Wolfgang Max Hugo Sachtler
Wolfgang Max Hugo Sachtler (Delitzsch, 8 november 1924 − Evanston (Illinois), 8 januari 2017) was een hoogleraar aan de Universiteit Leiden.

## Biografie
Sachtler promoveerde te Brunswijk in 1952 op Photoelektrische Untersuchungen über die Elektronenbeanspruchung adsorbierter Atome und Molekeln an einer Platinoberfläche. Op 17 juni 1963 werd hij benoemd tot buitengewoon hoogleraar aan de Leidse universiteit met als leeropdracht Heterogene Katalyse. Hij aanvaardde dat ambt op 1 september 1963 en inaugureerde op 21 februari 1964 met Het katalyserende grensvlak tussen chemie en fysica. Van 1974 tot 1985 was hij bijzonder hoogleraar met dezelfde leeropdracht. Per 1 mei 1985 ging hij met emeritaat.
Sachtler werkte mee aan honderden publicaties. Prof. dr. W.M.H. Sachtler overleed begin 2017 in zijn woonplaats Evanston op 92-jarige leeftijd.